# Epoka georgiańska
Epoka georgiańska – okres w historii Wielkiej Brytanii od 1714 do ok. 1830–37, nazwany na cześć królów z dynastii hanowerskiej: Jerzego I, Jerzego II, Jerzego III i Jerzego IV. Część tego okresu, nazywana epoką regencji, obejmuje lata regencji Jerzego IV jako księcia Walii podczas choroby umysłowej jego ojca, Jerzego III. Epoka georgiańska jest często rozszerzana o stosunkowo krótkie panowanie Wilhelma IV do jego śmierci w 1837 r.

## Polityka
W okresie georgiańskim trwały liczne wojny: wojna z Hiszpanią w Ameryce Północnej (1739–1748), wojna kolonialna z Francją (1744–1748), wojna siedmioletnia (1756–63), wojna o niepodległość Stanów Zjednoczonych (1775–83), rewolucja irlandzka z 1798 r. i wojny napoleońskie (1803–15). Brytyjczycy wygrali większość z nich, z wyjątkiem rewolucji amerykańskiej, co wiązało się z utratą kolonii w Ameryce Północnej i zostało uznane za katastrofę narodową. Natomiast zwycięstwa nad Napoleonem w bitwie pod Trafalgarem przez admirała Lorda Nelsona (1805) i bitwie pod Waterloo (1815) pod dowództwem księcia Wellingtona przyniosło poczucie triumfalizmu.

## Gospodarka

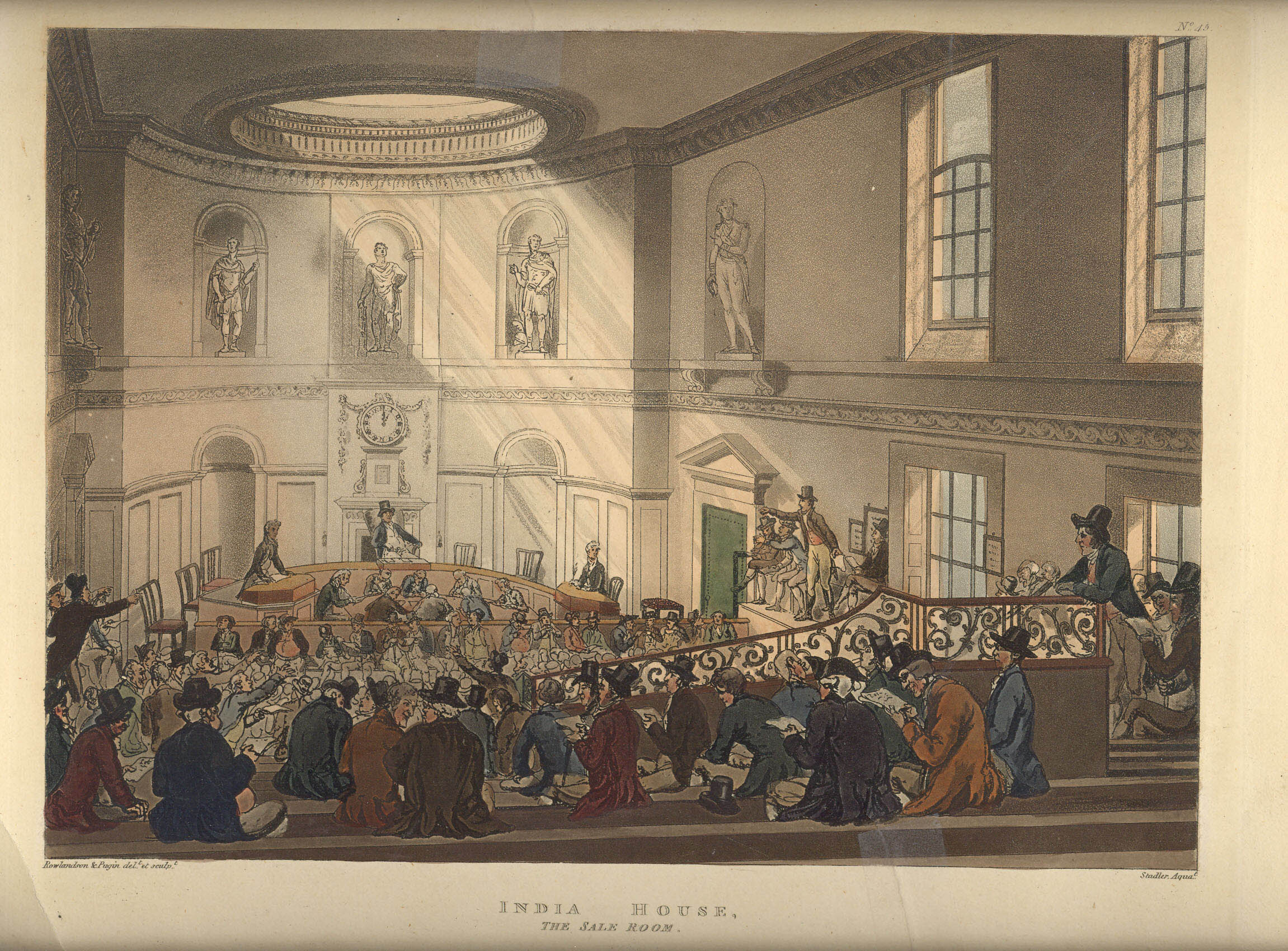
Aukcja w India House w Londynie (Thomas Rowlandson, 1808)

W XVII wieku Wielka Brytania była jednym z najlepiej prosperujących krajów na świecie. Dominującą ideologią, którą kierowała się Wielka Brytania i jej kolonie był merkantylizm, który kładł nacisk na gromadzenie nadwyżek handlowych. Głównym celem państwa w tym czasie było zbudowanie światowej sieci handlowej dla kupców, producentów i finansistów. Rząd chronił swoich kupców barierami handlowymi i subsydiami dla krajowego przemysłu w celu maksymalizacji eksportu i minimalizacji importu do królestwa. Rząd otrzymywał udział poprzez cła i podatki, a pozostała część zysków trafiła do kieszeni kupców. Większość firm osiągała wielkie zyski, np. w Indiach powstały ogromne fortuny osobiste. Wydatki skarbu w znacznej mierze szły na potężną Królewską Marynarkę Wojenną, która nie tylko chroniła kolonie brytyjskie, ale także zagrażała koloniom innych imperiów.
Rząd w tym okresie wzmocnił sektor prywatny poprzez tworzenie firm importowo-eksportowych i otwieranie na całym świecie punktów handlowych. Każda firma otrzymywała monopol na handel w określonym regionie geograficznym. Pierwszym przedsiębiorstwem była Kompania Moskiewska założona w 1555 r. w celu handlu z Rosją. Inne znaczące firmy to: Brytyjska Kompania Wschodnioindyjska (1600, Indie, Azja Południowo-Wschodnia i Daleki Wschód), Kompania Zatoki Hudsona (1670, Kanada), Royal African Company (1672, Afryka, w tym handel niewolnikami). Bardzo opłacalne pod względem handlowym było zaangażowanie Wielkiej Brytanii w każdą z wojen w latach 1740–1783. Nawet utratę Trzynastu kolonii w Ameryce Północnej zrekompensowały bardzo korzystne stosunki handlowe z nowymi Stanami Zjednoczonymi Ameryki. Brytyjczycy zdominowali handel z Indiami i w dużej mierze z Afryką Zachodnią.
Ekspansja imperium przyniosła sławę mężom stanu i odkrywcom, takim jak Robert Clive i James Cook.

## Społeczeństwo
Epoka georgiańska to czas dużych zmian społecznych w Wielkiej Brytanii, które nastąpiły wraz z początkami rewolucji przemysłowej. Zapoczątkowała ona proces intensywnych podziałów klasowych i pojawienia się rywalizujących partii politycznych, takich jak Wigowie i Torysi. Na obszarach wiejskich nastąpiły ogromne zmiany dzięki przepływowi ludności i upadkowi małych społeczności, rozwojowi miast i początkowi zintegrowanego systemu transportu. Jest to także czas ogromnej emigracji do kolonii w Ameryce Północnej i innych części Imperium Brytyjskiego.

### Ruch ewangelicki
Ruch ewangelicki wewnątrz Kościoła Anglii zyskał na sile pod koniec XVIII i na początku XIX wieku. Kwestionował on tradycyjną wrażliwość religijną, która kładła nacisk na kodeks honorowy dla wyższej klasy i odpowiednie zachowanie dla wszystkich innych, wraz z wiernym przestrzeganiem rytuałów. John Wesley (1703–1791) i jego wyznawcy głosili religię ożywiającą, próbując nawrócić jednostki na osobistą relację z Chrystusem poprzez czytanie Biblii i regularne modlitwy. Po jego śmierci powstały wspólnoty, które z czasem stały się Kościołem metodystycznym. Rosnąca frakcja ewangeliczna w kościele anglikańskim nie dążyła do reform politycznych i nie kwestionowała hierarchicznej struktury społeczeństwa angielskiego głosząc, że wszystkie dusze, ale nie wszystkie ciała są równe w oczach Boga. Ewangelicy koncentrowali się raczej na ratowaniu dusz poprzez takie działania, jak: uwolnienie niewolników, zniesienie pojedynków, zakaz okrucieństwa wobec dzieci i zwierząt, zaprzestanie hazardu, unikanie frywolności w święto oraz czytanie Biblii każdego dnia.

### Bunt społeczny
Po zakończeniu wojen napoleońskich Wielka Brytania weszła w okres większej depresji gospodarczej i niepewności politycznej, charakteryzującej się niezadowoleniem i niepokojami społecznymi. 
- Niezadowoleni z następstw rewolucji przemysłowej luddyci, działający w latach 1811-1816, niszczyli i uszkadzali maszyny włókiennicze w północno-zachodniej przemysłowej części Anglii.
- W tak zwanym „Marszu Blanketeerów” w marcu 1817 r. 400 tkaczy i pracowników przemysłu włókienniczego przemaszerowało z Manchesteru do Londynu, aby przekazać rządowi petycję w sprawie rozpaczliwego stanu przemysłu tekstylnego.
- Podczas masakry w Peterloo w 1819 r. 60 000 ludzi zebranych na wiecu, by zaprotestować przeciwko niskiemu standardowi życia, zostało zaatakowanych przez wojsko, w efekcie zginęło kilkanaście osób, a kilkaset zostało rannych.
- „Spisek na ulicy Cato” (Cato Street Conspiracy) z 1820 r. był próbą zamordowania ministrów brytyjskiego rządu. Policja dzięki informatorowi zastawiła pułapkę, 13 osób zostało aresztowanych, pięciu spiskowców zostało straconych, a pięciu innych wywieziono do Australii.

## Szkockie oświecenie

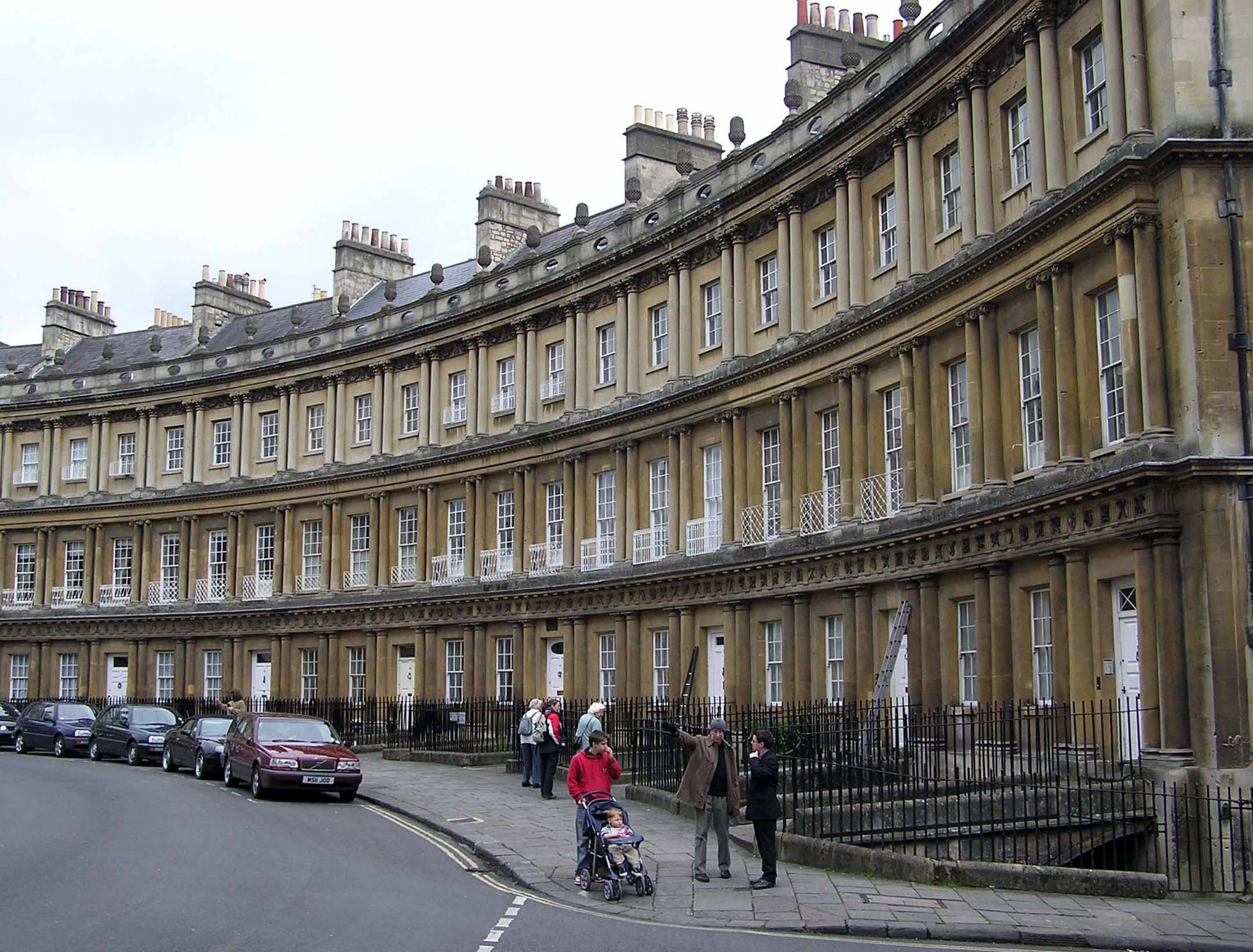
Ulica Circus w Bath, przykład architektury georgiańskiej

Prądy oświeceniowe na Wyspach Brytyjskich najbardziej uwidoczniły się w Szkocji, gdzie kładziono duży nacisk na edukację, zwłaszcza na czterech wiodących uniwersytetach (St Andrews, Glasgow, Edynburg i Aberdeen), które miały renomę większą nawet niż uczelnie w Anglii. Kultura oświecenia opierała się na lekturach nowych książek i intensywnych dyskusjach, które odbywały się codziennie w miejscach intelektualnych spotkań w Edynburgu, jak „The Select Society”, a później „The Poker Club”, a także na wymienionych szkockich uczelniach. Szkockie oświecenie potwierdziło znaczenie ludzkiego rozumu w połączeniu z odrzuceniem jakiegokolwiek autorytetu, który nie mógł być uzasadniony rozumem. Charakteryzował go dogłębny empiryzm i praktyczność, gdzie głównymi wartościami były poprawa, cnota i praktyczne korzyści dla jednostki i całego społeczeństwa. Wśród szybko rozwijających się dziedzin znalazły się: filozofia, ekonomia, architektura historyczna i medycyna. Główni myśliciele, to: Francis Hutcheson, David Hume, Adam Smith, Dugald Stewart, Thomas Reid, William Robertson, Henry Home, Adam Ferguson, John Playfair, Joseph Black i James Hutton. Oświecenie szkockie wpłynęło na Anglię i kolonie amerykańskie, a w mniejszym stopniu na kontynentalną Europę.

## Sztuka
Georgiańskie społeczeństwo i jego zainteresowania zostały przedstawione w powieściach pisarzy takich, jak: Henry Fielding, Mary Shelley i Jane Austen. Rozkwit sztuki był najbardziej widoczny dzięki pojawieniu się grupy romantycznych poetów takich, jak: Samuel Taylor Coleridge, William Wordsworth, Percy Bysshe Shelley, William Blake, John Keats, Lord Byron i Robert Burns. Ich twórczość zapoczątkowała nową erę poezji, charakteryzującą się żywym i kolorowym językiem. Obrazy Thomasa Gainsborough, Sir Joshui Reynoldsa oraz młodego Williama Turnera i Johna Constable'a ilustrują zmieniający się świat okresu georgiańskiego.

## Architektura
W architekturze, dekoracji wnętrz i rzemiośle artystycznym epoka obejmowała wiele różnych faz stylistycznych: chinoiserie, neogotyk, neoklasycyzm, palladianizm.

Nowe prądy w architekturze reprezentowali: Robert Adam, John Nash i James Wyatt, projektujący w stylu neogotyku. Doskonałymi przykładami charakterystycznej architektury georgiańskiej są Nowe Miasto w Edynburgu, georgiański Dublin, Grainger Town – część Newcastle upon Tyne, georgiańska dzielnica Liverpoolu oraz duża część Bristolu i Bath; w  projektowaniu krajobrazu wyróżniał się Capability Brown.